# Snowornis
Pour les articles homonymes, voir Piauhau.
Genre
Snowornis est un genre d'oiseaux d'Amérique du Sud de la famille des Cotingidae, regroupant deux espèces de Piauhaus, et qui étaient autrefois classés dans le genre Lipaugus, contenant actuellement les 7 autres espèces de Piauhaus.

## Listes des espèces
D'après la classification de référence (version 2.2, 2009) du Congrès ornithologique international (ordre phylogénique) :
- Snowornis subalaris – Cotinga à queue grise
- Snowornis cryptolophus – Cotinga olivâtre